# هال اسکاردینو
هال اسکاردینو (انگلیسی: Hal Scardino؛ زادهٔ ۲۵ دسامبر ۱۹۸۴) تهیه‌کننده و بازیگر کودک پیشین آمریکایی-بریتانیایی است. اسکاردینو در نمایش محاکمه سالتونستال (انگلیسی: Saltonstall's Trial) از مایکل کورمیر در اکتبر ۲۰۱۹ در بورلی، ام‌ای ظاهر شد.

## فیلم‌شناسی
- در جستجوی بابی فیشر (۱۹۹۳) در نقش مورگان
- سرخپوست در گنجه (۱۹۹۵) در نقش اومری
- اتاق ماروین (۱۹۹۶) در نقش چارلی